# Serenoa repens
Serenoa repens är en enhjärtbladig växtart som först beskrevs av William Bartram, och fick sitt nu gällande namn av John Kunkel Small. Serenoa repens ingår i släktet Serenoa och familjen Arecaceae. Inga underarter finns listade i Catalogue of Life.

## Bildgalleri

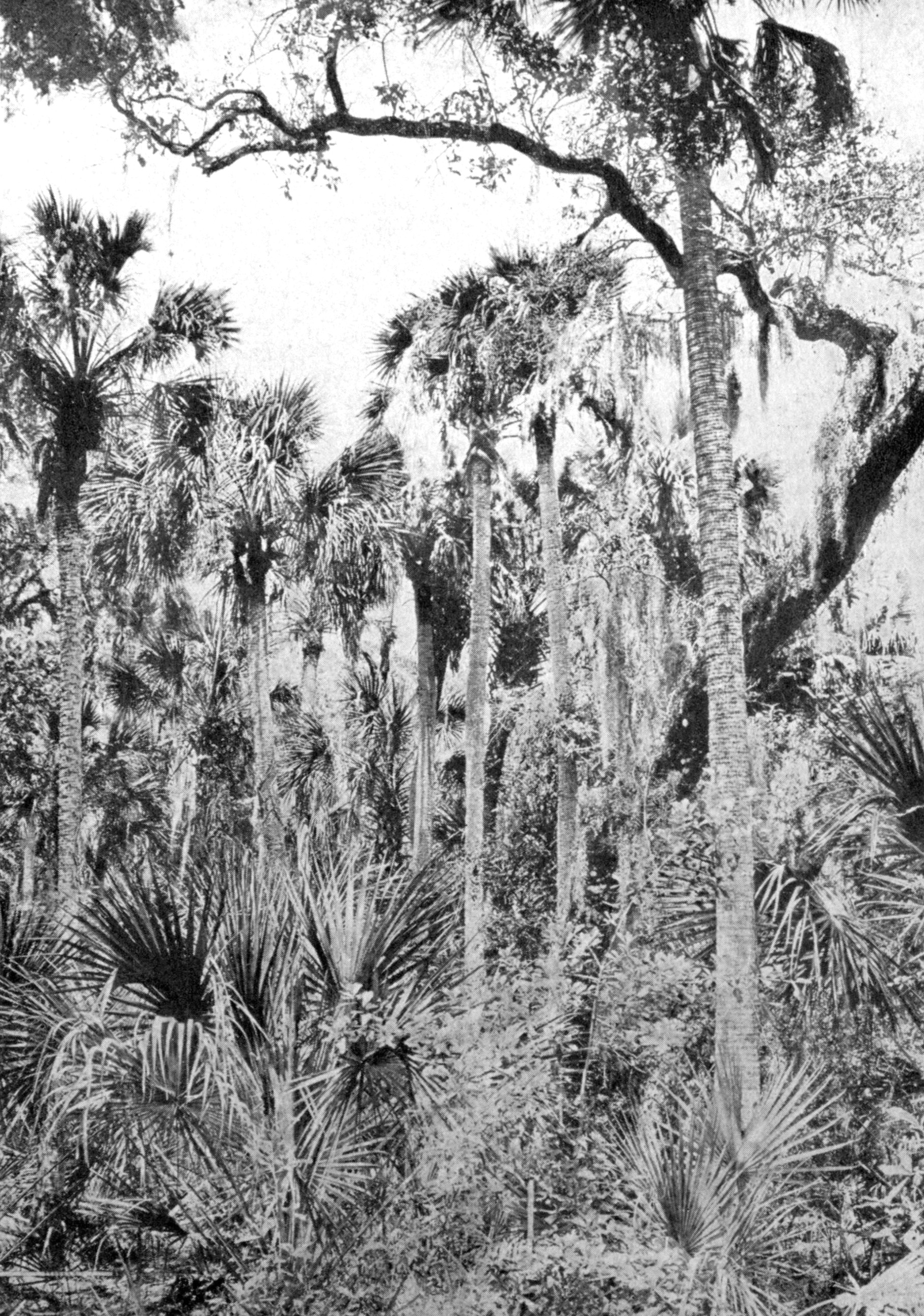
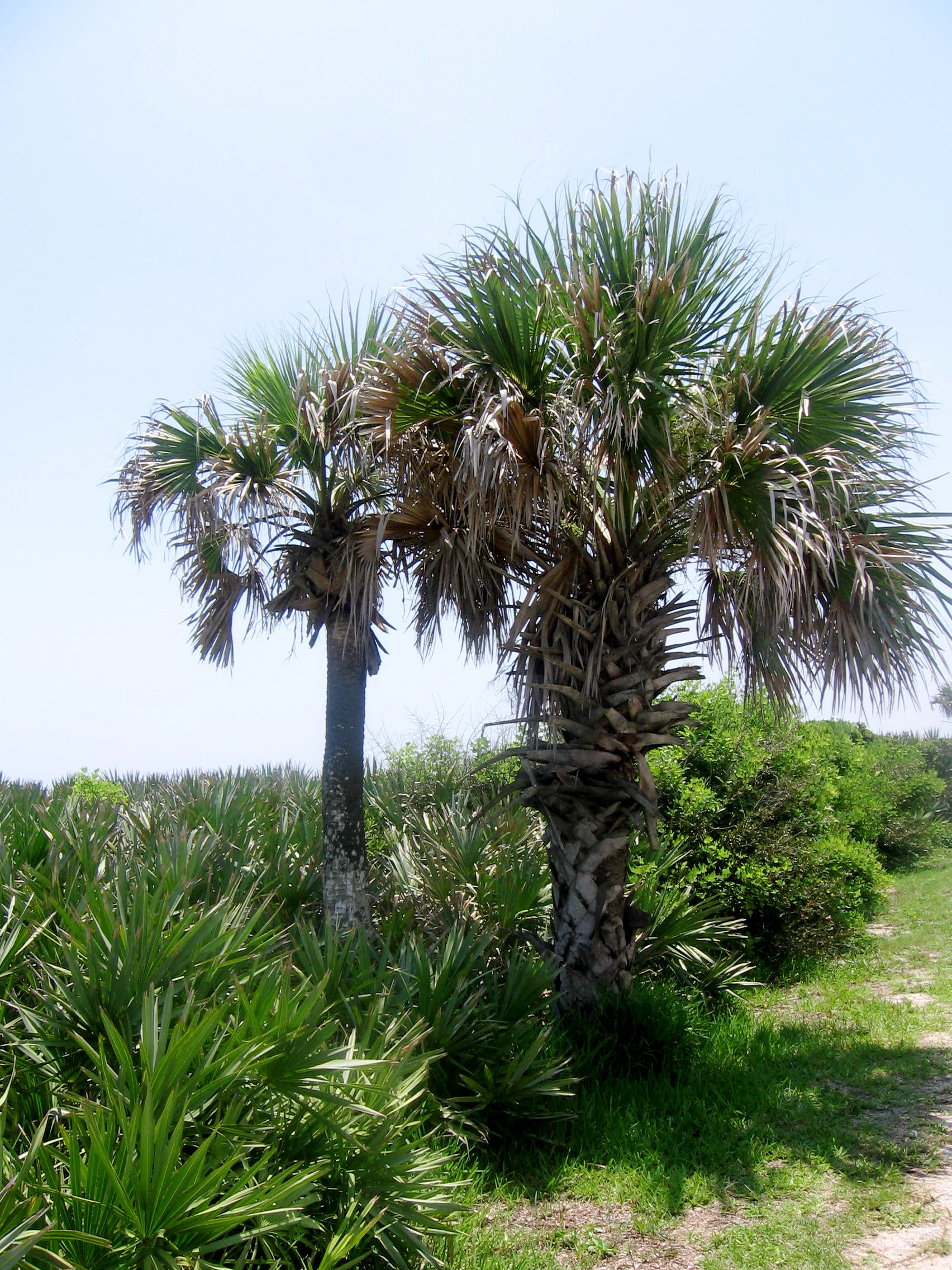
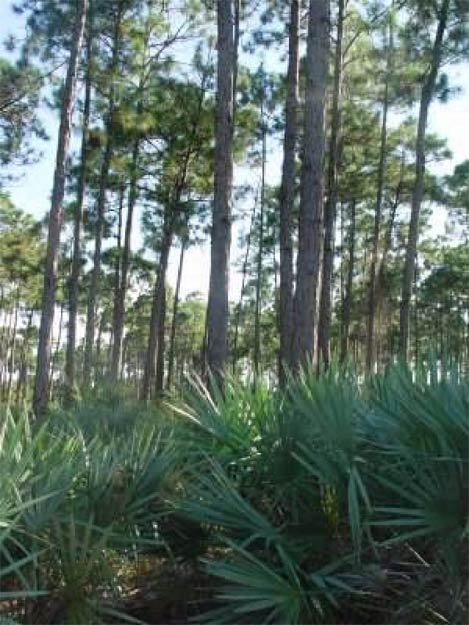
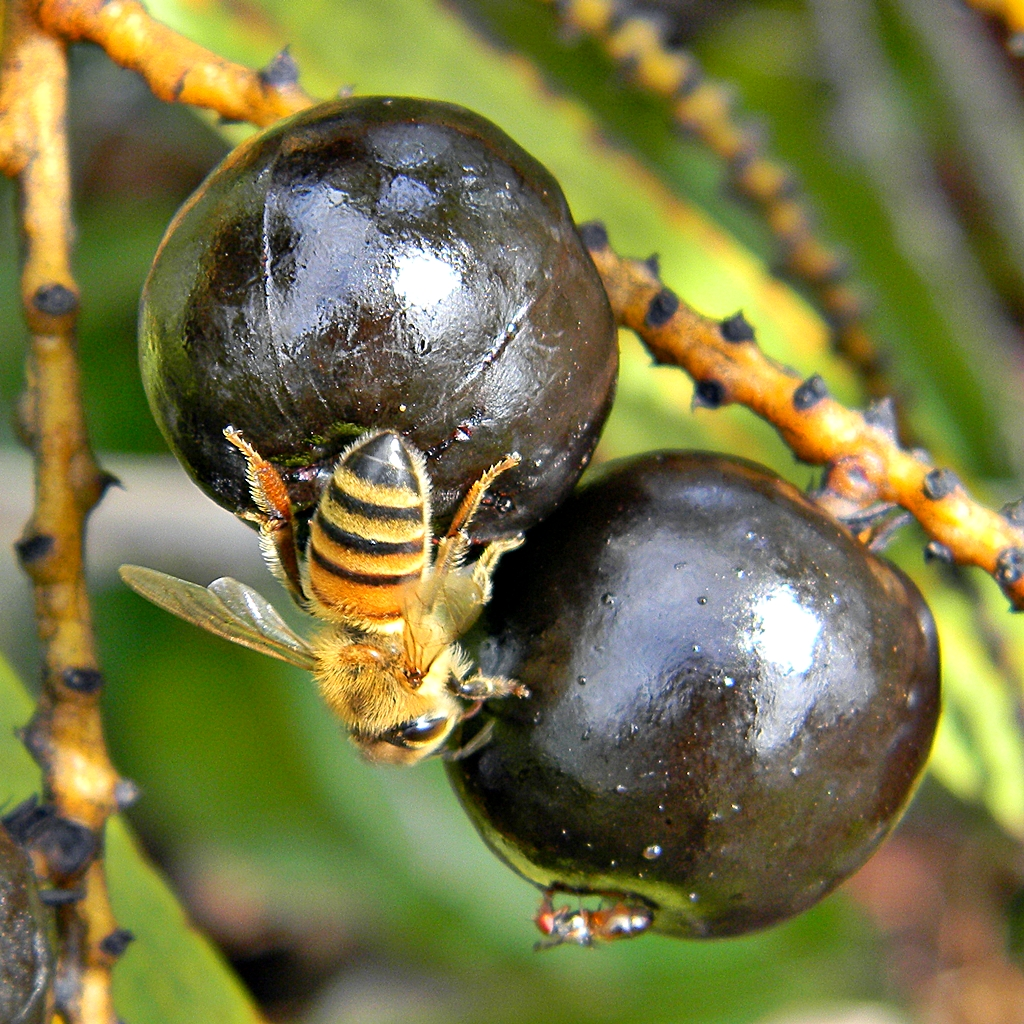
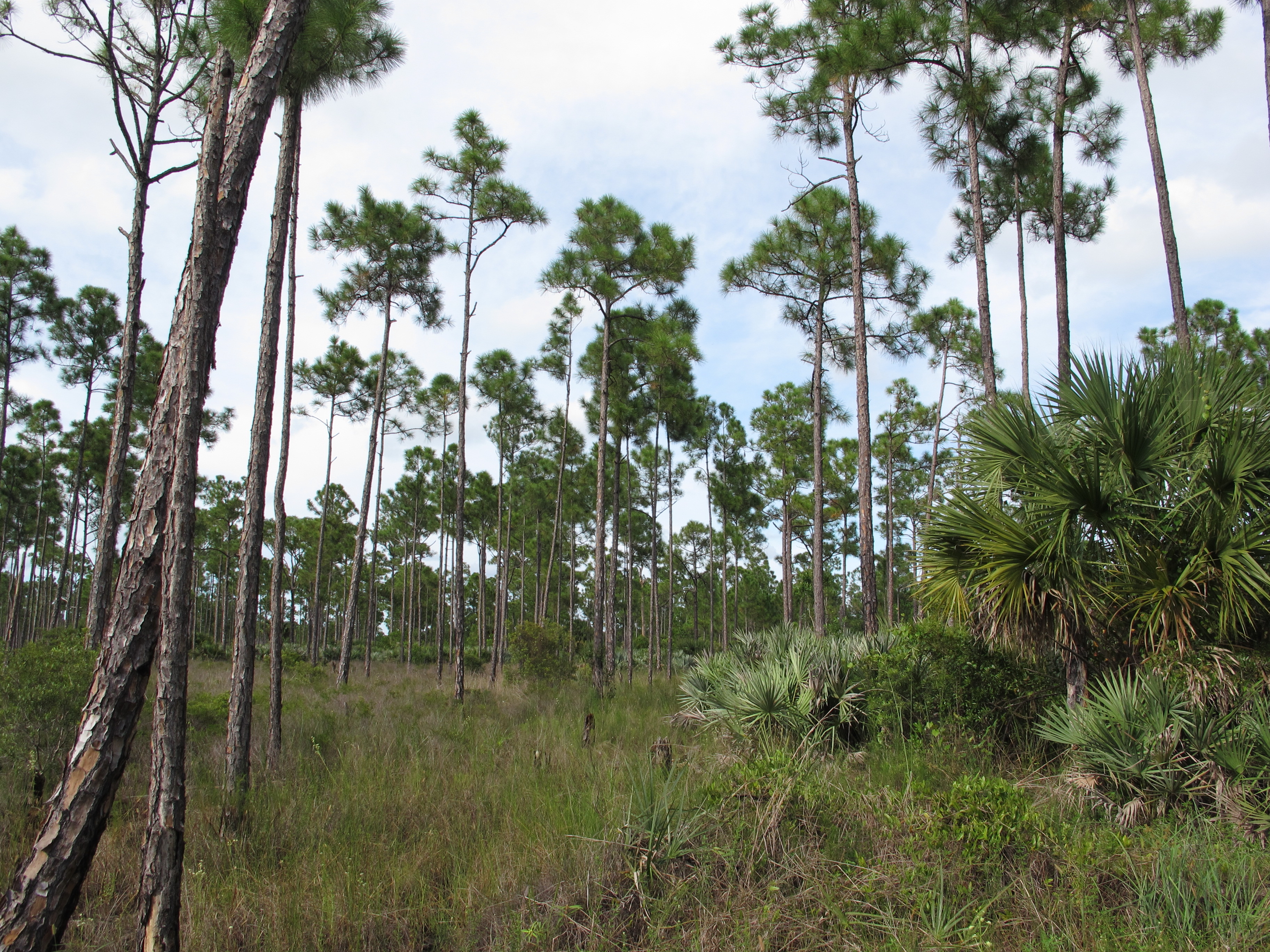
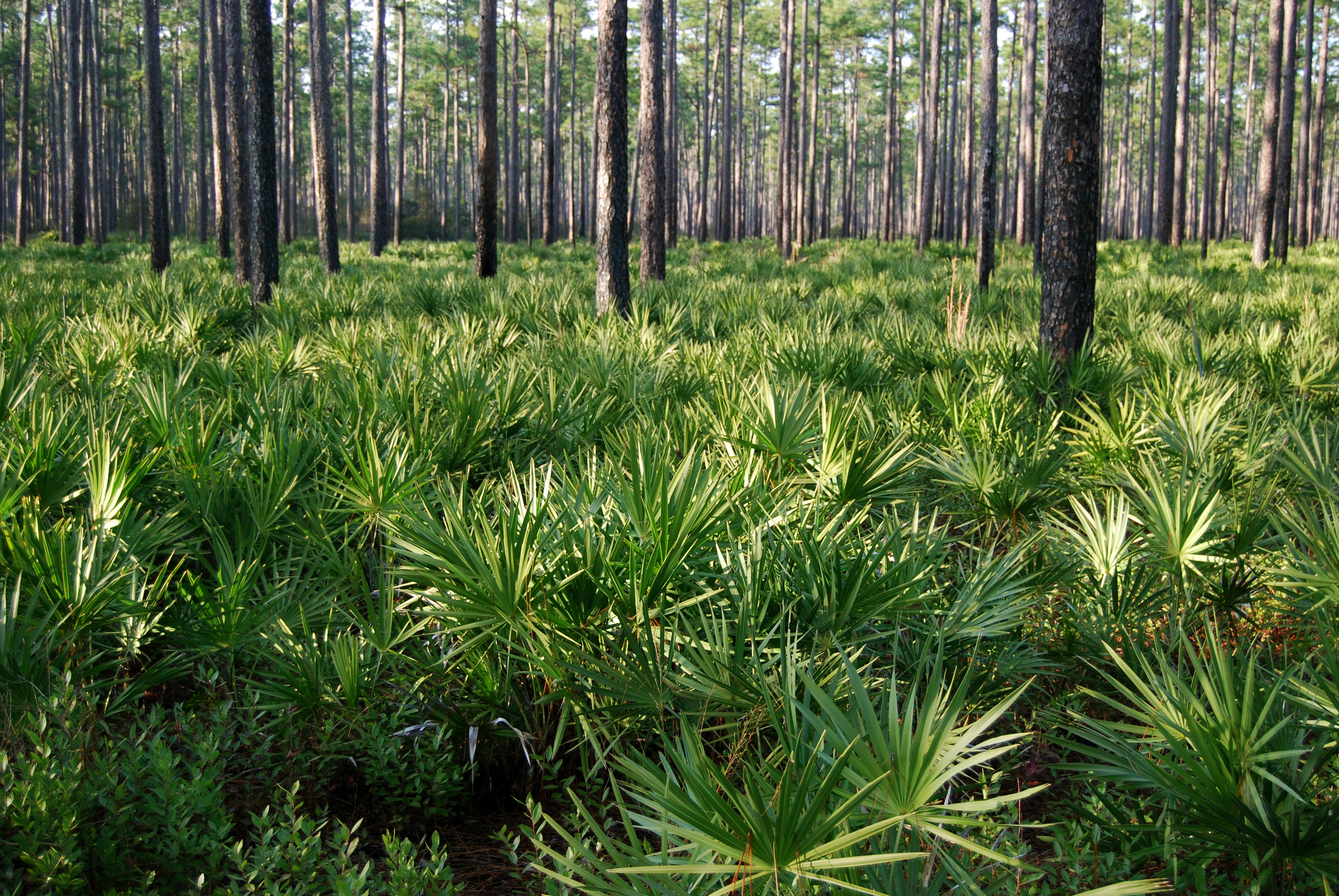